# Homosassa Springs
Homosassa Springs és una concentració de població designada pel cens dels Estats Units a l'estat de Florida. Segons el cens del 2000 tenia 12.458 habitants.

## Demografia
Segons el cens del 2000, Homosassa Springs tenia 12.458 habitants, 5.201 habitatges, i 3.604 famílies. La densitat de població era de 186,1 habitants/km².
Dels 5.201 habitatges en un 25% hi vivien nens de menys de 18 anys, en un 54,6% hi vivien parelles casades, en un 10,2% dones solteres, i en un 30,7% no eren unitats familiars. En el 23,9% dels habitatges hi vivien persones soles l'11,9% de les quals corresponia a persones de 65 anys o més que vivien soles. El nombre mitjà de persones vivint en cada habitatge era de 2,39 i el nombre mitjà de persones que vivien en cada família era de 2,8.
Per edats la població es repartia de la següent manera: un 21,9% tenia menys de 18 anys, un 6,4% entre 18 i 24, un 24,4% entre 25 i 44, un 24,8% de 45 a 60 i un 22,6% 65 anys o més.
L'edat mediana era de 43 anys. Per cada 100 dones de 18 o més anys hi havia 94,7 homes.
La renda mediana per habitatge era de 28.035 $ i la renda mediana per família de 31.550 $. Els homes tenien una renda mediana de 25.771 $ mentre que les dones 18.232 $. La renda per capita de la població era de 14.200 $. Entorn del 12% de les famílies i el 13,3% de la població estaven per davall del llindar de pobresa.

## Poblacions més properes
El següent diagrama mostra les poblacions més properes.